# 1547 en France
Chronologie de la France
- 1543
- 1544
- 1545
- 1546
- 1547
- 1548
- 1549
- 1550
- 1551

## Événements
- 31 mars : mort de François Ier[1]. Il a congédié préalablement sa maîtresse la duchesse d’Étampes. Son fils Henri II est proclamé roi après ses funérailles à Saint-Denis (23 mai)[2]. Il conserve les projets italiens de son père.
  - Disgrâce de Claude d’Annebault, favori du roi défunt (fin en 1552)[3]. Disgrâce et exil de la duchesse d’Étampes[4].

- 2 avril : Henri II désigne quatre secrétaires d’État chargés des finances du royaume[5].
- 23 mai : funérailles du roi François Ier[2]. Début du règne de Henri II, roi de France (fin en 1559). Diane de Poitiers (1499-1566), favorite de Henri II, devient toute puissante à la cour[4]. Elle encourage les arts. Le connétable Anne de Montmorency est rappelé d’exil.

- 10 juillet, Saint-Germain-en-Laye : coup de Jarnac, duel judiciaire célèbre opposant Guy Chabot de Saint-Gelais, 2e baron de Jarnac à François de Vivonne[2].
- 26 juillet : sacre de Henri II à Reims[6].

- 8 octobre : création de la Chambre ardente au Parlement de Paris, spécialisée dans le crime d’hérésie, avec à sa tête l’inquisiteur Matthieu Ory[7].
- Octobre - novembre : Philibert Delorme commence la construction du château d’Anet pour Diane de Poitiers[8].

## Naissances en 1547
- 12 novembre : Claude de France, fille d’Henri II et de Catherine de Médicis à Fontainebleau(† 21 février 1575)

## Décès en 1547
- Lazare de Baïf, diplomate et humaniste français (°1496)
- 31 mars : François Ier  (° 1494)
- 11 juillet : François de Vivonne, blessé lors du coup de Jarnac